# Dadá Maravilha
Dario José dos Santos, mais conhecido como Dadá Maravilha (Rio de Janeiro, 4 de março de 1946), é um ex-futebolista brasileiro que atuava como centroavante.
É o quarto maior artilheiro do futebol brasileiro com 926 gols. Perde apenas para Romário (1002 gols), Pelé (1284 gols) e Arthur Friedenreich (1329 gols).

## Antes do Futebol
Dario teve uma infância difícil e pobre no subúrbio de Marechal Hermes, na rua Frei Sampaio, no Rio de Janeiro. Sua mãe possuía problemas mentais e, com apenas 5 anos, ele a viu cometer suicídio. Seu pai, sem condições de cuidar dos filhos sozinho, colocou Dadá e seus dois irmãos na FEBEM (Fundação Estadual para o Bem Estar do Menor), instituto responsável pela reabilitação de menores infratores no Rio de Janeiro, com isso Dario passou a conviver com outras crianças e jovens que cometiam crimes, nesse meio passou a cometer pequenos furtos e entrar em brigas, fazendo com que voltasse frequentemente à FEBEM.
Com dezessete anos, em um desses assaltos, viu um de seus amigos morrer, algo que o impactou a buscar outra forma de vida. Tendo fome, entretanto, tentou roubar duas senhoras, que gritaram e alertaram a polícia, que o levou novamente à FEBEM. Nessa nova passagem, foi estimulado por um funcionário a jogar bola no time da fundação. Apesar de não ser habilidoso, Dadá era alto, forte e muito rápido, conseguindo um lugar no time da instituição. Aos 18 anos serviu o Exercito Brasileiro, e lá também passou a jogar futebol de campo. Apesar de ser considerado "ruim" por seus companheiros, conseguia fazer gols compensando a falta de técnica com sua velocidade, força e vontade.

## Carreira como jogador
Fez teste em diversos times: em sua sétima tentativa, no Campo Grande, conseguiu ser aprovado e foi contratado em 1965. Dario começou a jogar nos juniores do time da Zona Oeste carioca, sendo promovido ao time principal em 1967. Em uma partida do Campo Grande contra o São Cristóvão, estava presente no Maracanã o vice-presidente do Atlético Mineiro à época, interessado em observar um meio-campista do São Cristóvão. Nessa partida, Dadá marcou três gols, motivo que o fez ser contratado pelo clube de Belo Horizonte no ano seguinte.
Não teve muitas oportunidades ao chegar ao Atlético Mineiro. Em 1969, em amistoso contra a seleção da União Soviética, marcou os dois gols que garantiram a vitória do galo, e a partir de então passou a ter mais oportunidades.
Dadá foi artilheiro do Campeonato Mineiro por quatro vezes pelo Atlético Mineiro (1969, 1970, 1972 e 1974). Foi o destaque e o artilheiro do Campeonato Brasileiro de 1971. Dadá parou no ar como um beija-flor no dia 19 de dezembro, no Estádio Jornalista Mário Filho, para assinalar o gol da histórica vitória por 1 a 0 sobre o Botafogo. Com este gol, o Atlético Mineiro sagrou-se campeão brasileiro de 1971. Foi artilheiro do Torneio do Povo em 1971 e 1972 e da competição no geral (5 gols).
Dario vestiria a camisa de mais quinze clubes.
Pelo Flamengo, marcou 36 gols em 76 partidas.
No dia 6 de abril de 1976, pelo Campeonato Pernambucano, Dadá Maravilha marcou 10 gols no jogo Sport de Recife 14 x 0 Santo Amaro. Foi campeão pernambucano em 1975 e artilheiro desse estadual em 1975 e 1976, com 32 e 30 gols, respectivamente.
Dadá foi destaque na conquista do bicampeonato nacional do Internacional de Porto Alegre, sendo o artilheiro da competição e marcando o primeiro gol da final do Brasileirão de 1976, na vitória de 2 a 0 sobre o Corinthians.

## Comentarista esportivo
Iniciou sua carreira de comentarista no programa Toque de Bola do extinto Canal 30, emissora local a cabo de BH, apresentado pelo jornalista esportivo Marcos Russo. Convidado para o Alterosa Esportes por Rogério Correa, então apresentador do programa da TV Alterosa, de Minas Gerais, acabou posteriormente contratado pela Rede Globo devido ao seu grande sucesso em Minas, sendo comentarista no canal a cabo SporTV. Terminado o contrato, a Rede Minas comprou o seu passe.
Atualmente, Dadá voltou à TV Alterosa, e tem participado da Bancada Democrática do Alterosa Esporte, representando o Atlético Mineiro.

## Frases
- "Não venham com a problemática, que eu tenho a solucionática."[8][9]
- "Me diz o nome de três coisas que param no ar: beija-flor, helicóptero e Dadá Maravilha."
- "Pra pegar Dadá na corrida, só se for de táxi."
- "Não existe gol feio. Feio é não fazer gol."[10]
- "Um rei tem que ser sempre recebido por bandas de música."
- "Pra fazer gol de cabeça era queixo no peito ou queixo no ombro."
- "Com Dadá em campo, não há placar em branco."
- "Pelé, Garrincha e Dadá tinham que ser currículo escolar."
- "Faço tudo com amor, inclusive o amor."
- "Nunca aprendi a jogar futebol pois perdi muito tempo fazendo gols."
- "Só existem três poderes no universo: Deus no Céu, o Papa no Vaticano e Dadá na grande área."
- "A área é o habitat natural do goleador; nela, ele está protegido pela constituição, se for derrubado é pênalti."
- "Num time de futebol há nove posições e duas profissões: goleiro e centroavante."[11]
- "Bola, flor e mulher, só com carinho."
- "Fiz mais de 500 gols, só correndo e pulando."
- "Quando eu saltava, o zagueiro conseguia ver o número da minha chuteira."
- "São duas coisas que eu não aprendi: Jogar futebol e perder gol!"
- "Melhor do que Dadá, só Jesus Cristo!"
- "Futebol não pode ficar acima da educação, não!"
- "Chuto tão mal que no dia em que eu fizer um gol de fora da área, o goleiro tem que ser eliminado do futebol."[12]
- "Se minha estrela não brilhar, vou lá e passo lustrador nela."[13]
- "Deixando a modéstia de lado, falando de futebol, eu falo o que eu sei, sou um expert, com doutorado nessa matéria. No futebol, eu sou o máximo, conheço tudo e sou atleticano."[14]
- “Se o gol é a maior alegria do futebol, foi Deus quem inventou Dadá, porque Dadá é a alegria do povo.”[12]
- “Dadá não é eterno. Sua história será eterna.”[12]

## Clubes
| Ano               | Clube                                     | Gols |
| 1967              | Campo Grande-RJ                           | 6    |
| 1968              | Campo Grande-RJ / Atlético Mineiro        | 11   |
| 1969              | Atlético Mineiro                          | 58   |
| 1970              | Atlético Mineiro                          | 28   |
| 1971              | Atlético Mineiro                          | 25   |
| 1972              | Atlético Mineiro                          | 49   |
| 1973              | Flamengo                                  | 22   |
| 1974              | Flamengo / Atlético Mineiro               | 48   |
| 1975              | Sport                                     | 57   |
| 1976              | Sport / Internacional                     | 57   |
| 1977              | Internacional / Ponte Preta               | 31   |
| 1978              | Ponte Preta / Atlético Mineiro            | 25   |
| 1979              | Atlético Mineiro / Paysandu               | 30   |
| 1980              | Náutico                                   | 26   |
| 1981              | Santa Cruz / Bahia                        | 43   |
| 1982              | Bahia                                     | 13   |
| 1983              | Goiás / Coritiba                          | 14   |
| 1984              | América Mineiro / Rio Negro / Nacional-AM | 25   |
| 1985              | Nacional-AM / XV de Piracicaba            | 11   |
| Total na carreira | Total na carreira                         | 579  |

## Jogos contra seleções nacionais
Pelo Atlético Mineiro teve oportunidade de vencer algumas Seleções Nacionais:
- 19 de dezembro de 1968: Atlético 3 a 2 Seleção da Iugosláva (nessa partida o Atlético representou o Brasil e vestiu a camisa da Seleção Canarinho). Ficou no banco.
- 2 de março de 1969: Atlético 2 a 1 Seleção Soviética. Marcou os dois primeiros gols da partida.
- 3 de setembro de 1969: Atlético 2 a 1 Seleção Brasileira (partida em que o Atlético vestiu da camisa da Federação Mineira de Futebol por determinação da CBD). Marcou o último gol da partida.
- 30 de julho de 1972: Atlético 4 a 2 Seleção Mexicana. Marcou os dois primeiros gols da partida.

## Títulos

### Como jogador
Campo Grande
- Torneio José Trócoli: 1967

Atlético Mineiro
- Campeonato Mineiro: 1970 e 1978
- Taça Belo Horizonte: 1970, 1971 e 1972
- Campeonato Brasileiro: 1971
- Torneio dos Grandes de Minas Gerais: 1974
- Taça Minas Gerais: 1979

outras conquistas
- Taça Inconfidência (MG): 1970
- Taça Cidade de Goiânia (Minas-Goiás): 1970
- Taça Gil César Moreira de Abreu (MG): 1970
- Taça Independência (MG): 1970
- Torneio de Leon (México): 1972
- Taça do Trabalho (Minas-Rio): 1972

Flamengo
- Taça Guanabara: 1973
- Campeonato Carioca: 1974
- Taça Pedro Magalhães Corrêa: 1974

Sport
- Campeonato Pernambucano: 1975

Internacional
- Campeonato Gaúcho: 1976
- Campeonato Brasileiro: 1976

Náutico
- Torneio Início de Pernambuco: 1980

Bahia
- Campeonato Baiano: 1981, 1982

Goiás
- Campeonato Goiano: 1983

Nacional-AM
- Campeonato Amazonense: 1984

Seleção Brasileira
- Copa do Mundo FIFA: 1970

### Como técnico
Ypiranga Clube
- Campeonato Amapaense: 1994[16]

## Artilharias
Atlético-MG
- Campeonato Mineiro de 1969 (29 gols)
- Campeonato Mineiro de 1970 (16 gols)
- Torneio do Povo de 1971 (2 gols)
- Campeonato Brasileiro de 1971 (15 gols)
- Torneio do Povo de 1972 (2 gols)
- Campeonato Mineiro de 1972 (22 gols)
- Campeonato Brasileiro de 1972 (17 gols)
- Campeonato Mineiro de 1974 (24 gols)

Flamengo
- Campeonato Carioca de 1973 (15 gols)

Sport
- Campeonato Pernambucano de 1975 (32 gols)
- Campeonato Pernambucano de 1976 (30 gols)

Internacional
- Campeonato Brasileiro de 1976 (16 gols)

Nacional-AM
- Campeonato Amazonense de 1984 (14 gols)